# 박희성 (1987년)
박희성(1987년 4월 7일 ~ )은 대한민국의 축구 선수이다.

## 축구인 경력

### 선수 경력
2011년 호남대학교를 졸업한 후 신생팀 광주 FC에 지명되었다.
2014년 시민구단 성남 FC로 이적하였고, 2015시즌을 앞두고 자유계약 신분으로 대전 시티즌에 입단하려 했으나, 메디컬테스트 상의 문제로 이적이 무산되었고, 2015시즌 중반 내셔널리그의 경주 한국수력원자력 축구단에 자유계약으로 이적했다.

## 수상

### 클럽

#### 성남 FC
- FA컵 우승 1회 (2014년)